# Барокко в живописи

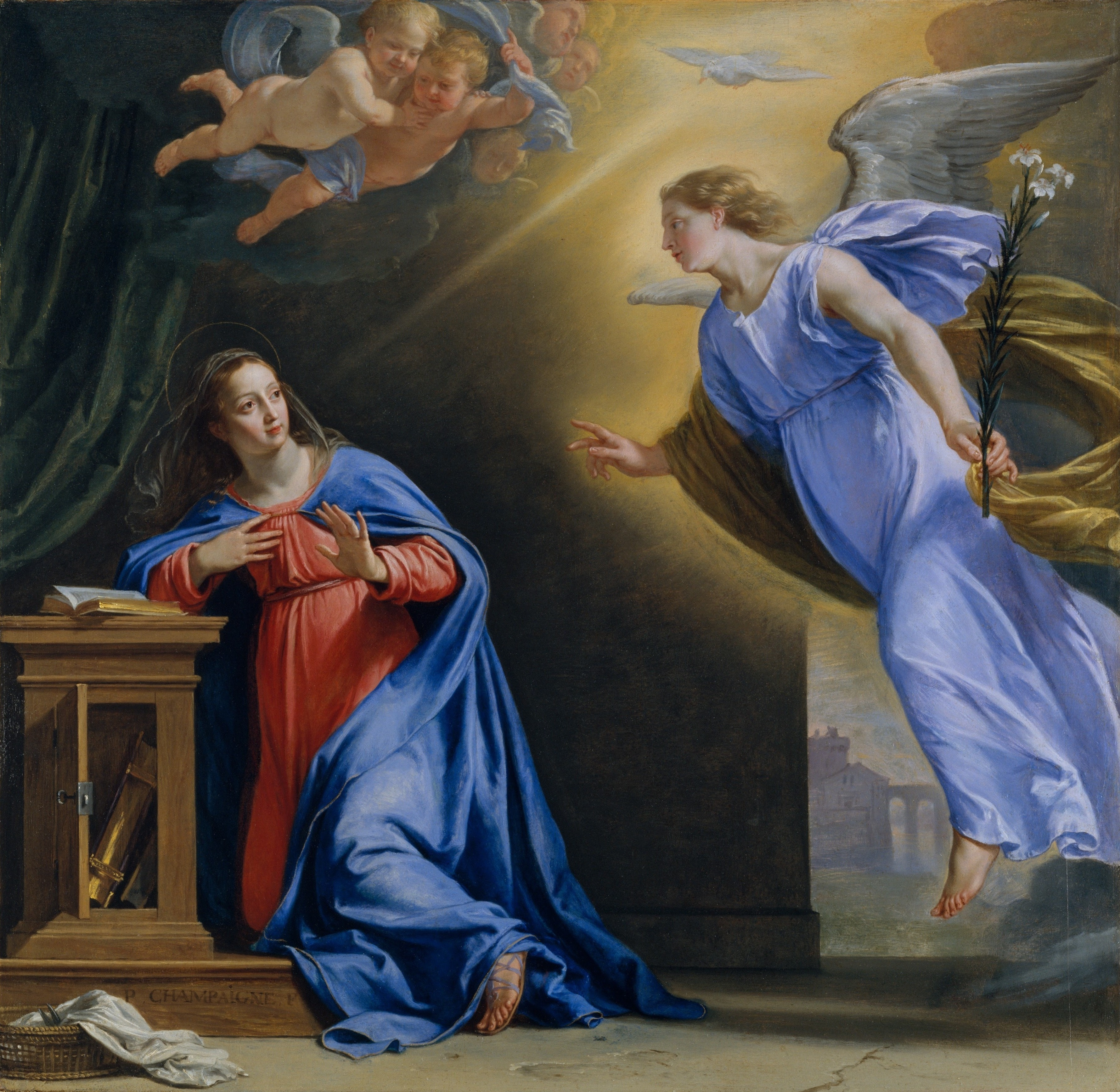
Филипп де Шампань. Благовещение. 1644. Холст, масло. Музей Метрополитен, Нью-Йорк

Жи́вопись баро́кко, или баро́чная живопись, — условное обобщающее название произведений живописи разных стран эпохи XVII—XVIII веков. Баро́кко (итал. barocco, дословно — «вычурный») — одна из характеристик европейской культуры этой эпохи, центром которой была Италия. Барокко — один из самых многозначных терминов в истории и теории художественной культуры. Условность этого определения заключается прежде всего в том, что словом «барокко» обозначают самые разные явления: художественное направление (компендиум идей, философских концепций, эстетических норм и правил), противопоставляемое классицизму, исторический художественный стиль, ряд историко-региональных художественных стилей, течений и школ, индивидуальные стили и манеры работы отдельных мастеров. В разных странах эта эпоха имеет различную хронологию, периодизацию и терминологические определения. Этим же обобщающим термином называют «последние, критические стадии развития других стилей, тенденцию беспокойного, романтического мироощущения, мышления в экспрессивных, неуравновешенных формах». Поэтому слово «барокко» используют в качестве метафоры в смелых историко-культурных обобщениях: «эпоха барокко, мир барокко, человек барокко, жизнь барокко (итал. la vita barocca)».
Художественному стилю барокко свойственны динамика, напряжённость, контрастность форм и красок, аффектация, экспрессивность, обострённая чувственность, стремление к величию создаваемых образов, к совмещению реальности и иллюзии, к слиянию различных родов, видов и жанров искусства в грандиозных монументах, городских и дворцово-парковых ансамблях. Поэтому более всего стиль барокко проявился в архитектуре и скульптуре. Так, например, гений итальянского барокко Дж. Л. Бернини, будучи и живописцем, более всего проявил себя в архитектуре и скульптуре. Искусство Караваджо, одного из самых выдающихся живописцев рубежа XVI—XVII веков, как и творчество его последователей «караваджистов», лишь соотносят с эстетикой барокко, не причисляя полностью к барокко и выделяют в отдельное течение и школу в искусстве. Питера Пауля Рубенса также считают представителем отдельного течения, условно именуемого «фламандским барокко». В живописи протестантской Голландии стиль барокко, идеологически связанный с абсолютизмом королевской власти и религиозным движением контрреформации, вообще не мог получить развития, поэтому картины «малых голландцев» и Яна Вермеера Дельфтского не следует относить к барочному стилю. В искусстве гениального Рембрандта специалисты видят лишь внешние влияния эстетики барокко.
В искусстве Франции XVII века в целом барокко не получило развития, а специфичное слияние элементов классицизма и барокко этого времени получило отдельные наименования: «большой стиль», или Стиль Людовика XIV. В Германии, Чехии и Австрии получил распространение отдельный «барочно-рокайльный стиль», также более связанный с архитектурой, оформлением дворцовых и церковных интерьеров. Поэтому творчество живописцев этого времени более всего представлено в монументально-декоративных росписях, как например искусство Дж. Б. Тьеполо в Италии, Южной Германии и Испании.

## Барокко как стиль в живописи
Искусство барокко в живописи было призвано выражать эмоции и страсть, а не мечтательную созерцательность, которая ценилась в эпоху Высокого Возрождения. В отличие от спокойных лиц картин ренессансной эпохи, образы барокко носили черты подчёркнутой индивидуальности и экспрессивности. Живописцы для большего выражения эмоций использовали соответствующие композиционные приёмы: угловую перспективу, асимметрию, диагональные движения, контрасты света и тени, создавая ощущение нестабильности и подвижности форм и пространства. Они усиливали общую динамику композиции изображением бурных движений, драпировок, будто раздуваемых невидимым ветром. Другим важным признаком живописи барокко была аллегоричность. Предполагалось, что образованный зритель должен был знать и читать аллегорические сюжеты, и понимать изобразительные метафоры.

## Теория живописи в эпоху барокко
Характерные черты барочной живописи были описаны в литературных сочинениях того времени: Марко Боскини, Пьетро да Кортона, Дж. Л. Бернини, Роже де Пиля. В книге Боскини «Богатые сокровища венецианской живописи» (Le ricche miniere della pittura veneziana, 1674) принципы барокко не были сформулированы, но сам характер сравнений и форма описания свидетельствуют о предпочтениях автора, выражаемых им не по Рафаэлю, а по произведениям Тициана, Веронезе, Веласкеса и Рембрандта. Боскини подчёркивал главенствующую роль барочного колорита, а также различия качеств живописности и «осязательной ценности» формы. В комментариях о выразительных возможностях живописи пятном (итал. pittura di macchia) и об оптической иллюзии слияния мазков у Боскини проявился тип мировосприятия, близкий барочному.
Пьетро да Кортона сравнивает картины эпохи барокко не с трагедией, что характерно для картин классицизма, а с эпической поэмой и присущей ей широтой повествования, множеством разнородных сюжетов, красочностью и свободной композицией. В академических спорах с Андреа Сакки последователи Пьетро да Кортона отстаивали преимущества барочного изображения, которое не требовало от зрителя тщательного анализа каждой фигуры и внимательного «чтения» сюжета для раскрытия всех оттенков смысла, а развертывало перед смотрящим «сияющий, гармоничный и живой общий эффект, способный вызвать восхищение и изумление».

## В Италии

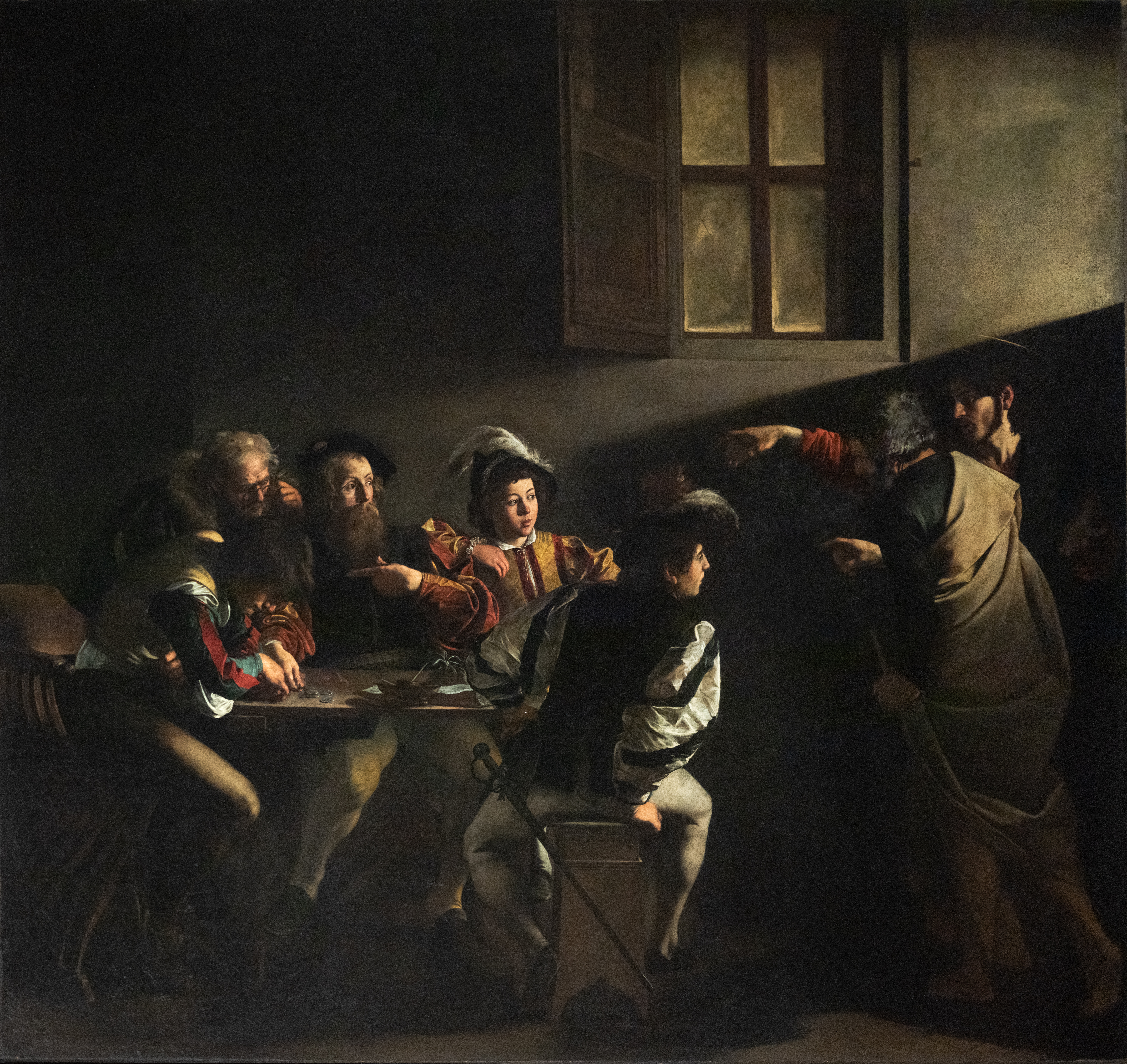
Караваджо. Призвание апостола Матфея.

Микеланджело Меризи, которого по месту рождения близ Милана прозвали Караваджо, считают самым значительным мастером среди итальянских художников, создавших в конце XVI века новый стиль в живописи. Его картины, написанные на религиозные сюжеты, напоминают реалистичные сцены современной автору жизни, создавая контраст времен поздней античности и Нового времени. Герои изображены в полумраке, из которого лучи света выхватывают выразительные жесты персонажей, контрастно выписывая их характерность. Последователи и подражатели Караваджо, которых поначалу называли караваджистами, а само течение караваджизмом, переняли буйство чувств и характерность манеры Караваджо, так же как и его натурализм в изображении людей и событий. Болонский академизм, противопоставляемый караваджизму, представляли Аннибале Карраччи и Гвидо Рени.
В итальянской живописи эпохи барокко развивались разные жанры, но в основном это были аллегории, мифологический жанр. В этом направлении преуспели Пьетро да Кортона, Андреа дель Поццо, Джованни Баттиста Тьеполо, братья Карраччи (Агостино и Лодовико). Прославилась венецианская школа, где большую популярность получил жанр ведуты, или городского пейзажа. Самый прославленный автор таких работ — Д. А. Каналетто. Не менее известны Франческо Гварди и Бернардо Беллотто. Каналетто и Гварди писали виды Венеции, тогда как Беллотто (ученик Каналетто) работал в Германии. Ему принадлежат многие виды Дрездена и других мест.
Сальватор Роза (неаполитанская школа) и Алессандро Маньяско писали фантастические пейзажи. Последнему принадлежат архитектурные виды, и к нему очень близок французский художник Юбер Робер, работавший в то время, когда вспыхнул интерес к античности, к римским развалинам. В их работах представлены руины, арки, колоннады, древние храмы, но в несколько фантастическом виде, с преувеличениями. Героические полотна писал Доменикино, и живописные притчи — Доменико Фетти.

## Во Франции
В искусстве Франции XVII века в целом барокко не получило развития, а специфичное слияние элементов классицизма и барокко получило наименования: «большой стиль», или Стиль Людовика XIV. Отдельные барочные черты присущи парадным портретам первого художника короля Шарля Лебрена и живописца Иасента Риго. Самая известная работа Риго — портрет Людовика XIV. Творчество академического художника Симона Вуэ, работавшего в жанре парадного портрета, также характеризуют термином «барочный классицизм». В творчестве Никола Пуссена, в отличие от многих его современников, получил развитие особенный элегический классицизм, а не бурное итальянское барокко, хотя большую часть жизни выдающийся живописец провёл в Италии.

## В Испании

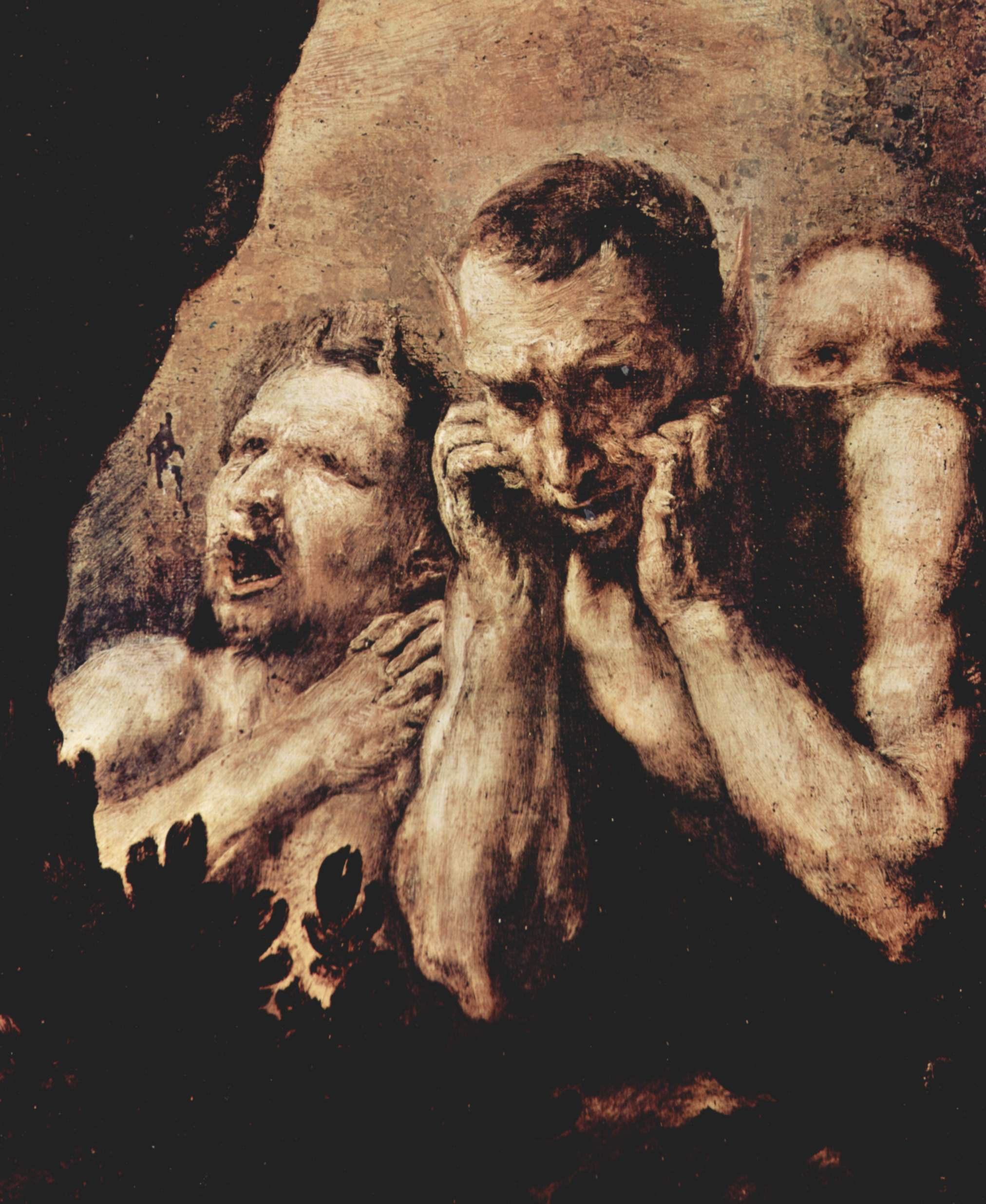
Хусепе Рибера Аполлон и Марсий

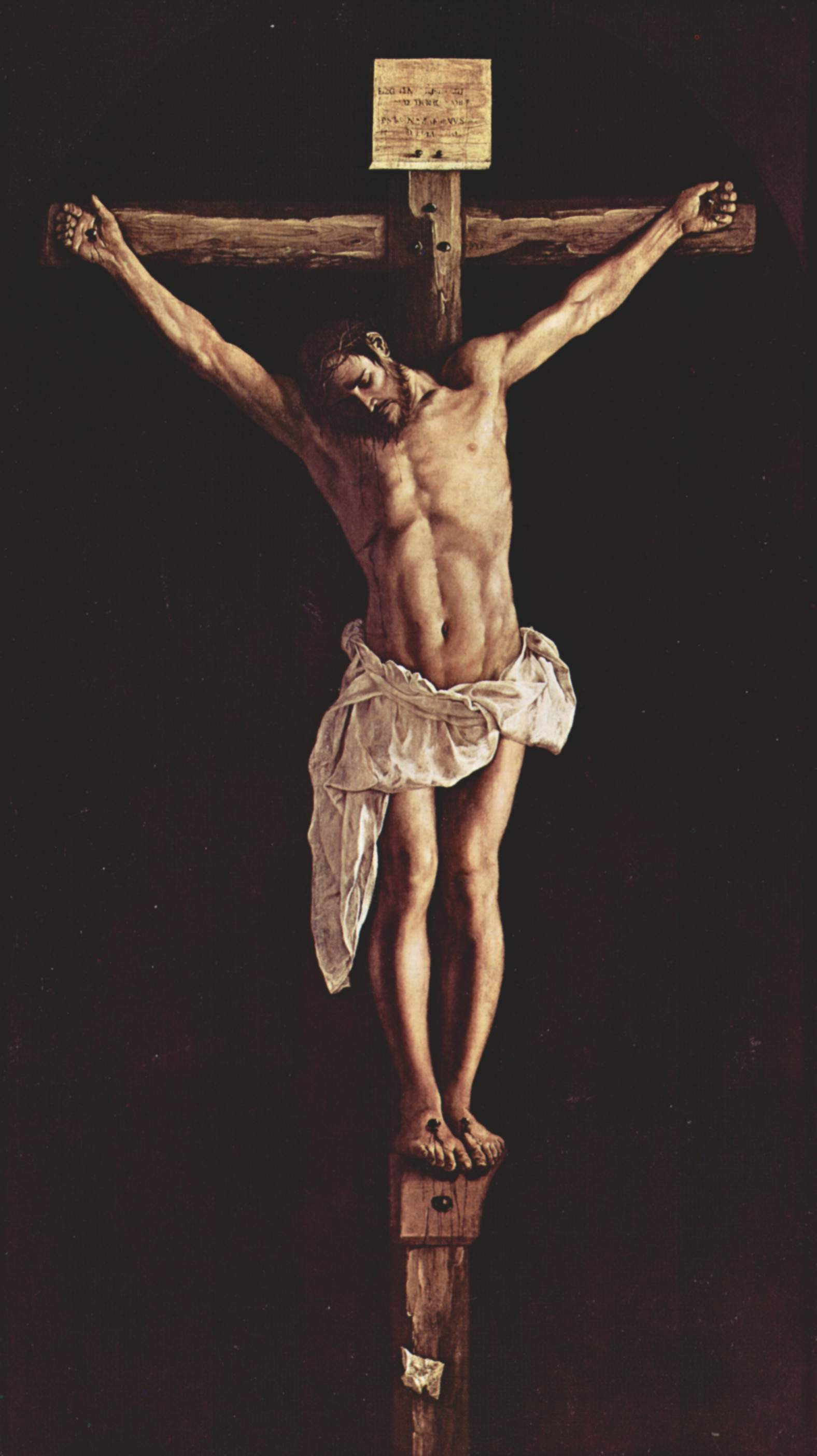
Франсиско де Сурбаран Христос на кресте, 1627

Веласкес, Менины, 1656-57, Прадо

Более жесткое, строгое воплощение получил стиль барокко в Испании, воплотившись в работах таких мастеров как Веласкес, Рибера и Сурбаран. Они придерживались принципов реализма. К тому времени Испания переживала свой «Золотой век» в искусстве, находясь при этом в экономическом и политическом упадке.
Для искусства Испании характерна декоративность, капризность, изощренность форм, дуализм идеального и реального, телесного и аскетичного, нагромождения и скупости, возвышенного и смешного. Среди представителей:
Доменико Теотокопули (Эль Греко) — художник рубежа XVI—XVII вв. Он был глубоко религиозен, поэтому в его искусстве представлены многочисленные варианты религиозных сюжетов и празднеств: «Святое семейство», «Апостолы Петр и Павел», «Сошествие святого духа», «Христос на Масличной горе». Эль Греко был великолепным портретистом. Всегда изображаемое он трактовал как ирреальное, фантастическое, воображаемое. Отсюда деформация фигур (элементы готики), предельные колористические контрасты с преобладанием темных цветов, игра светотени, ощущение движения…
- «Портрет поэта Эрсильи-и-Суньиги»,
- «Портрет кардинала Тавера»,
- «Портрет неизвестного».

Но не его картины украшали пышный испанский двор. Среди художников, работавших при дворе Филиппа II, были
1. Франсиско Сурбаран (1598—1664) — «Отрочество Богоматери», «Младенец Христос». Главное в его картинах — ощущение святости, чистоты; простое композиционное решение, плавность линий, плотное цветовое решение, материальность, вещественность, богатство колорита, величавость, сдержанность, реальность жизни, соединенные с мистичностью веры, высокой духовностью, эмоциональной напряженностью.
2. Хусепе Рибера (1591—1652). Основные сюжеты его картин — мученичество святых, портреты людей, проживших долгую жизнь. Но его работы не сентиментальны. Он более всего не хотел, чтобы его модели вызывали жалость. В них — истинно испанская народная гордость. Например, «Хромоножка», «Святая Агнесса», «Апостол Яков-старший».

Казалось, что испанская живопись никогда не выйдет из «стен» храмов. Но это сделал Диего Веласкес (1599—1660) — великолепный мастер психологического портрета, живописец характеров. Его картины отличаются многофигурной сложностью композиций, многокадровостью, предельной детализацией, прекрасным владением цветом. Веласкес — великий полифонист живописи.
«Завтрак», «Портрет Оливареса», «Шут», «Сдача Бреды» («Копья»), «Пряхи».
Художником, завершившим «золотой век» испанской живописи, был Бартоломе Эстебан Мурильо. Он, отчасти, продолжил бытовую линию, намеченную Веласкесом. «Девочка с фруктами», «Мальчик с собакой». Но в зрелые годы творчества все чаще обращался исключительно к библейским сюжетам: «Святое семейство», «Бегство в Египет». В этих работах он выступает как блестящий колорист, мастер композиции. Но как далеко ушла эта живопись от глубоко человеческих страстей лучших испанских полотен.

## Фламандская живопись
Период расцвета фламандского барокко приходится на первую половину XVII века и представлен творчеством Рубенса, Ван Дейка, Йорданса, Снейдерса.
Законодателем в новом стиле стал Питер Пауль Рубенс. В ранний период барочная стилистика воспринимается Рубенсом через призму живописи Караваджо — «Воздвижение креста», «Снятие с креста», «Похищение дочерей Левкиппа». Переходом к зрелой фазе творчества художника стал большой заказ цикла картин «Жизнь Марии Медичи». Картины театральны, аллегоричны, манера письма выразительна. Рубенс демонстрирует невероятную жизнеутверждающую силу барокко, его портреты, особенно женские, открывают этот неиссякаемый для него источник радости. В последний период творчества Рубенс продолжает тему вакханалий — «Вакх» — откровенно телесное восприятие жизни.

## Голландская живопись
В Голландии сложилось несколько школ живописи, объединявших крупных мастеров и их последователей: Франца Халса — в Харлеме, Рембрандта — в Амстердаме, Я. Вермеера — в Делфте, противостоявших экспрессивности барочного искусства южных провинций Нидерландов. В отсутствие барочной эстетики на первый план вышли не жанры парадного портрета и дворцовых аллегорий, а пейзаж, изображения бытовых сценок и интерьеров уютной голландской жизни.

## Значение
Художники барокко открыли искусству новые приемы пространственной интерпретации формы в её вечно изменчивой жизненной динамике, активизировали жизненную позицию. Единство жизни в чувственно-телесной радости бытия, в трагических конфликтах составляет основу прекрасного в искусстве барокко.